# The Shins
The Shins este o formatie de muzică indie rock compusă din James Russell Mercer (voce, compozitor și chitară ), Martin Crandall (clape/chitară/chitară bas ), Dave Hernandez (chitară bas/chitară) , Jesse Sandoval (baterie), și Eric Johnson de la Fruit Bats. Sunetul lor face parte din mai multe stiluri muzicale, incluzând pop, alternativ, alternativ country, și folk. The Shins sunt stabiliți în Portland, Oregon.

## Membrii formației
Membri actuali
- James Mercer – lead vocal, chitară (1996–prezent)
- Joe Plummer – baterie, percuție (2009–prezent)
- Yuuki Matthews – chitară, clape, back vocal (2011–prezent)
- Jessica Dobson – chitară, back vocal (2011–prezent)[1]
- Richard Swift – clape, pian, orgă, sintetizatoare, percuție, drone box, back vocal (2011–prezent)

Foști membri
- Jesse Sandoval – baterie, percuție (1996–2009)
- Martin Crandall – clape, chitară bas, back vocal (1998–2009)
- Dave Hernandez – chitară, chitară bas, back vocal (1998–2000, 2003–2009)
- Neal Langford – chitară bas (2000–2003)
- Mikael Yeung
- Eric Johnson – pian, clape, back vocal (2007–2011)
- Ron Lewis – chitară bas (2009–2011)

## Discografie
Albume de studio
- Oh, Inverted World (2001)
- Chutes Too Narrow (2003)
- Wincing the Night Away (2007)
- Port of Morrow (2012)

EP-uri și single-uri
- "Nature Bears a Vacuum" 7" (Omnibus Records, 1998)
- "When I Goose-Step" 7" (Omnibus Records, 2001)
- "New Slang" 7" (Sub Pop Records, 2001)
- "Know Your Onion!" (Sub Pop Records, 2002)
- "So Says I" CDEP (Sub Pop Records, 2003)
- "Fighting in a Sack" (Sub Pop Records, 2004)
- "Phantom Limb" 7" (Sub Pop Records, 2006)
- Live Session (iTunes Exclusive, 2007)
- "Australia" 7" (Sub Pop Records, 2007)
- "Turn on Me" 7" (Sub Pop Records, 2007)
- "Sea Legs" 7" (Sub Pop Records, 2007)
- "Simple Song" 7" (Aural Apothecary, 2012)

## Performațe în topuri
| An   | Cântec               | Poziții | Poziții | Poziții | Poziții | Poziții | Album                  |
| An   | Cântec               | US      | US Alt  | US Rock | CAN Alt | UK      | Album                  |
| ---- | -------------------- | ------- | ------- | ------- | ------- | ------- | ---------------------- |
| 2001 | "New Slang"          | —       | —       | —       | —       | —       | Oh, Inverted World     |
| 2001 | "Know Your Onion!"   | —       | —       | —       | —       | 154     | Oh, Inverted World     |
| 2003 | "So Says I"          | —       | —       | —       | —       | 73      | Chutes Too Narrow      |
| 2004 | "Fighting in a Sack" | —       | —       | —       | —       | 94      | Chutes Too Narrow      |
| 2006 | "Phantom Limb"       | 86      | 16      | —       | —       | 42      | Wincing the Night Away |
| 2007 | "Australia"          | —       | —       | —       | —       | 62      | Wincing the Night Away |
| 2007 | "Turn on Me"         | —       | —       | —       | —       | —       | Wincing the Night Away |
| 2007 | "Sea Legs"           | —       | —       | —       | —       | —       | Wincing the Night Away |
| 2012 | "Simple Song"        | 106     | 10      | 19      | 11      | 192     | Port of Morrow         |
| 2012 | "It's Only Life"     | —       | —       | —       | —       | —       | Port of Morrow         |